# 신청년

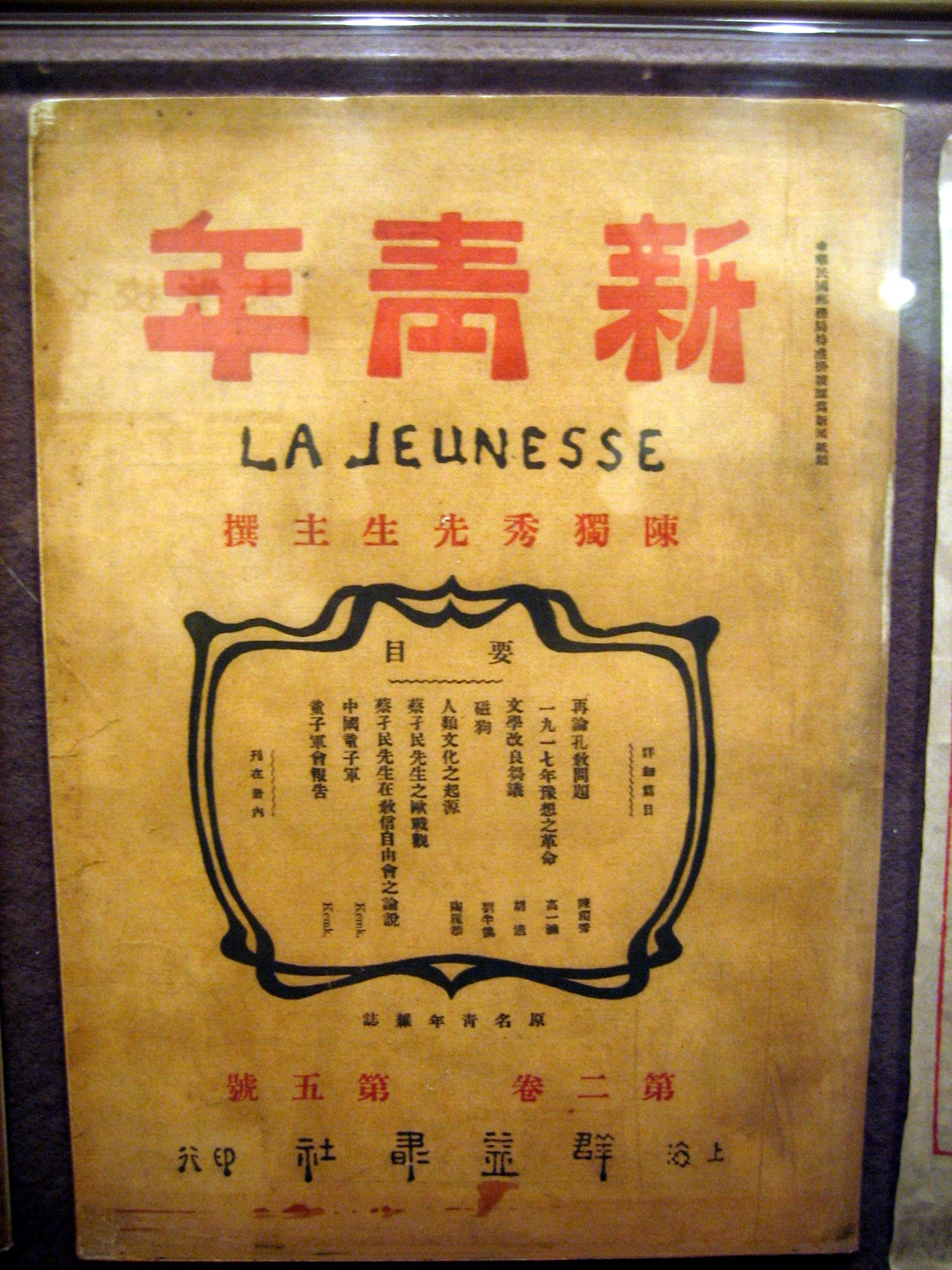

신청년(중국어 정체자: 新青年)은 중국의 작가 천두슈에 의해 발행된 문예지이다. 이 잡지는 상하이에서 창간되었고 신문화운동과 5·4 운동에 큰 영향을 미쳤다.

## 개요
신청년은 '새로운 청년'이라는 이름이다. 1915년 9월에 천두슈에 의하여 월간으로 창간되었다. 처음에는 중화민국 베이징 대학의 잡지로 발간되다가, 1920년 9월부터 상하이로 편집부를 옮겨 천두슈에 의해 상하이 공산주의 소조의 기관지가 되었다. 천두슈, 리다자오, 후스, 루쉰 등이 잡지 편집에 관여하였다. 마오쩌둥도 잡지 기고자 중 하나였다. 1923년 6월부터 계간으로 바뀌어 중국공산당 정식 기관지가 되었다. 그후 취추바이가 편집을 담당했으며 1927년 폐간되었다.